# The Somberlain
The Somberlain es el álbum debut de la banda sueca de black metal melódico Dissection, lanzado en 1993; considerado como muy influyente para el black metal y el death metal.[cita requerida] La banda dedicó el álbum a Euronymous de Mayhem, quien fue asesinado ese mismo año por Varg Vikernes.
El álbum fue reeditado en 1997 por Nuclear Blast Records y de nuevo en 2004 por Black Lodge. Black Lodge también lanzó una edición especial en 2005 limitado a 666 copias, empaqutado en una caja de madera junto con una camiseta. La reedición más reciente del álbum es en 2006 por The End Records en un set de 2 discos que contiene el álbum original, una grabación en vivo inédita de 1995, el EP llamado Into Infinite Obscurity de 1991, un demo de 1992, la demo llamada The Grief Prophecy de 1990, un ensayo de 1990 y un ensayo llamado Satanized de 1990. Todo el contenido está remasterizado y empaquetado en un estuche.

## Lista de canciones
| N.º | Título                                             | Escritor(es)                 | Duración |  |
| 1.  | «Black Horizons»                                   | Nödtveidt, Zwetsloot         | 8:12     |  |
| 2.  | «The Somberlain»                                   | Nödtveidt                    | 7:08     |  |
| 3.  | «Crimson Towers»                                   | Zwetsloot                    | 0:50     |  |
| 4.  | «A Land Forlorn»                                   | Nödtveidt, Palmdahl          | 6:40     |  |
| 5.  | «Heaven's Damnation»                               | Nödtveidt, Zwetsloot         | 4:42     |  |
| 6.  | «Frozen»                                           | Nödtveidt                    | 3:48     |  |
| 7.  | «Into Infinite Obscurity»                          | Zwetsloot, Niklas Andreasson | 1:06     |  |
| 8.  | «In the Cold Winds of Nowhere»                     | Nödtveidt, Zwetsloot         | 4:22     |  |
| 9.  | «The Grief Prophecy / Shadows over a Lost Kingdom» | Nödtveidt, Öhman             | 3:32     |  |
| 10. | «Mistress of the Bleeding Sorrow»                  | Nödtveidt, Zwetsloot         | 4:37     |  |
| 11. | «Feathers Fell»                                    | Zwetsloot                    | 0:41     |  |

### Segundo CD de la reedición
| N.º | Título                                     | Duración |  |
| 1.  | «Frozen» (Live Recording '95)              |          |  |
| 2.  | «The Somberlain» (Live Recording '95)      |          |  |
| 3.  | «Shadows over a Lost Kingdom» (EP 1991)    |          |  |
| 4.  | «The Son of The Mourning» (EP 1991)        |          |  |
| 5.  | «Into Infinite Obscurity» (EP 1991)        |          |  |
| 6.  | «Frozen» (Demo 1992)                       |          |  |
| 7.  | «In the Cold Winds of Nowhere» (Demo 1992) |          |  |
| 8.  | «Feathers Fell» (Demo 1992)                |          |  |
| 9.  | «Mistress of Bleeding Sorrow» (Demo 1992)  |          |  |
| 10. | «The Call of the Mist» (Demo 1990)         |          |  |
| 11. | «Severed into Shreds» (Rehearsal 1990)     |          |  |
| 12. | «Satanized» (Rehearsal 1991)               |          |  |
| 13. | «Born in Fire» (Rehearsal 1991)            |          |  |

## Créditos y personal
Miembros
- Jon Nödtveidt – voces, guitarra
- John Zwetsloot – guitarra
- Ole Öhman – batería
- Peter Palmdahl – bajo

Otros
- Niklas Andreasson - Cocompositor de «Into Infinite Obscurity»
- Necrolord - Diseño de portada
- Dan Swanö - Ingeniería